# Khatauli
Khatauli ist eine Stadt im indischen Bundesstaat Uttar Pradesh.
Die Stadt ist Teil des Distrikts Muzaffarnagar. Khatauli liegt ca. 614 km nordwestlich von Lucknow nahe der Grenze zu Uttarakhand und gehört zur National Capital Region. Khatauli hat den Status eines Nagar Palika Parishad. Die Stadt ist in 25 Wards gegliedert. Afzalgarh hatte am Stichtag der Volkszählung 2011 72.949 Einwohner, von denen 38.192 Männer und 34.757 Frauen waren.
Khatauli liegt am National Highway 58 von Fatehpur nach Palanpur, die eine wichtige Route für Handel und Gewerbe darstellt. In der Stadt befindet sich die größte Zuckerrohrmühle Asiens.